# Nuno Resende
Pour les articles homonymes, voir Resende.
Nuno Guilherme de Figueiredo Resende, dit Nuno Resende, est un chanteur portugais né le 25 juin 1973 à Porto.

## Biographie

### Les débuts
Fils unique, il est inscrit à l'école française de Porto à 5 ans. Nuno Resende a douze ans lorsque sa famille s’installe en Belgique. Passionné de sport, il y suit une formation. En 1985, il est admis à l'École européenne de Bruxelles. Il participe à des tournois sportifs tels que le tournoi de tennis de l'Espérance. Entre 1993 et 1996, il intègre l’École d’Éducation Physique d'où il sort diplômé d'un régendat. Il tente ensuite une carrière musicale.
Il forme plusieurs groupes musicaux de hard rock. Nuno Resende participe au télé-crochet Pour la gloire sur la RTBF en 1997. En 1998, Alec Mansion créé un groupe dont Nuno fait partie : La Teuf. Un album est édité et trois singles en sont extraits : Envie de faire la teuf, À cause du sexe et Te quiero, ti amo, I love you, je t'aime. En 2000, le groupe participe à la sélection belge pour le Concours Eurovision de la chanson 2000 avec le titre Soldat de l'amour. Il est éliminé en finale et se sépare la même année.
Alec Mansion remarque la qualité de sa voix et l’engage pour des sessions de chœurs et différents projets en Belgique,.
En 1999, le chanteur fait partie de la distribution de la comédie musicale La Belle et la Bête. Il y joue le rôle de Gontrand notamment aux côtés de Luc de Walter (The Voice Belgique). La même année, Nuno intègre le groupe Apy, qui enregistre une reprise de Le Banana split de Lio qui est double disque d'or et de platine. Une autre reprise est enregistrée : Serre-moi, griffe-moi de Claude François puis un titre inédit : Fana de toi.

### Des comédies musicales à l'Eurovision (2000-2008)

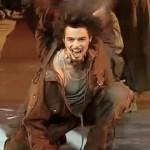
Nuno Resende dans Les Demoiselles de Rochefort en 2003.

Il interprète en 2000 sous le pseudonyme Nuno Allez allez allez, la chanson officielle de l'équipe de Belgique de football surnommée les Diables Rouges. Elle se classe no 36 en Belgique. De 2000 à fin 2002, Nuno Resende est doublure dans Roméo et Juliette, de la haine à l'amour de Gérard Presgurvic. La troupe remporte un NRJ Music Award de la Chanson francophone de l'année en 2001.
En 2001, Nuno Resende pose sa voix sur le titre électronique The Only One For Me édité en vinyle 12 du groupe Club Code. Il est un des artistes du single de 2002 Un seul mot d'amour aux côtés de Clémence, Pino Santoro et Philippe d'Avilla. Il atteint la 48e place du classement français et la 20e place du classement belge des meilleures ventes. La même année, le trio composé de Pino Santoro, Philippe d'Avilla et Nuno Resende chantent J'suis p'tit qui atteint la 34e place du classement belge des meilleures ventes.
Il participe en 2003 à la comédie musicale Les Demoiselles de Rochefort. De ce spectacle, sort en single le titre Ma Seule chanson d'amour par Frédérica Sorel et Florent Neuray. La face B est Une Proposition honnête interprétée par Nuno Resende, Frédérica Sorel et Mélanie Cohl. Les autres titres chantés par Nuno Resende sont Nous voyageons de ville en ville, Toujours - jamais et L'heure du départ. Un CD et un DVD sont édités.
Composée par Alec Mansion et Frédéric Zeitoun, Le Grand Soir est le titre qu'il défend au Concours Eurovision de la chanson 2005 pour les couleurs de la Belgique,. Il n’accède pas à la finale, ne recevant que 29 points, le plaçant 22e sur 25 participants lors de la demi-finale. Le titre sort en single et se classe no 23 en Belgique.
En 2007, il participe au spectacle musical Aladin dans lequel il interprète le rôle-titre, aux côtés de Florence Coste, au Palais des congrès de Paris, puis dans les Zéniths de France. Il interprète en duo le premier single On se reconnaîtra qui se classe no 60 en France,. Il chante également Je suis Aladin, Rêver, Multicolore. Nuno Resende est nommé aux Marius pour sa prestation,. Un cd est édité.
En 2008, il enregistre un duo avec le chanteur vietnamien Đàm Vĩnh Hưng sur le titre : Khong Phai Em.
De septembre 2008 à janvier 2009, il tient le rôle de Roger, dans la comédie musicale Grease au théâtre Comédia de Paris et interprète aussi le rôle masculin principal Danny. La production est nommée aux Globes de cristal en 2009.

### Mozart l'opéra rocketAdam et Ève, la seconde chance(2009-2012)
Début 2009, il retrouve la troupe de Roméo et Juliette, les enfants de Vérone pour une tournée en Corée du Sud, où il double tour à tour Roméo et Benvolio. Ensuite, Aladin part en tournée dans les Zéniths de France jusqu'en mai 2009.
De 2009 à 2011, il intègre la troupe de Mozart, l'opéra rock en tant que doublure de Mikelangelo Loconte. Il interprète également les rôles de Gottlieb Stéphanie et Joseph Lange. Le spectacle remporte deux NRJ Music Awards : la chanson francophone de l'année et le groupe/duo/troupe français de l’année en 2010.

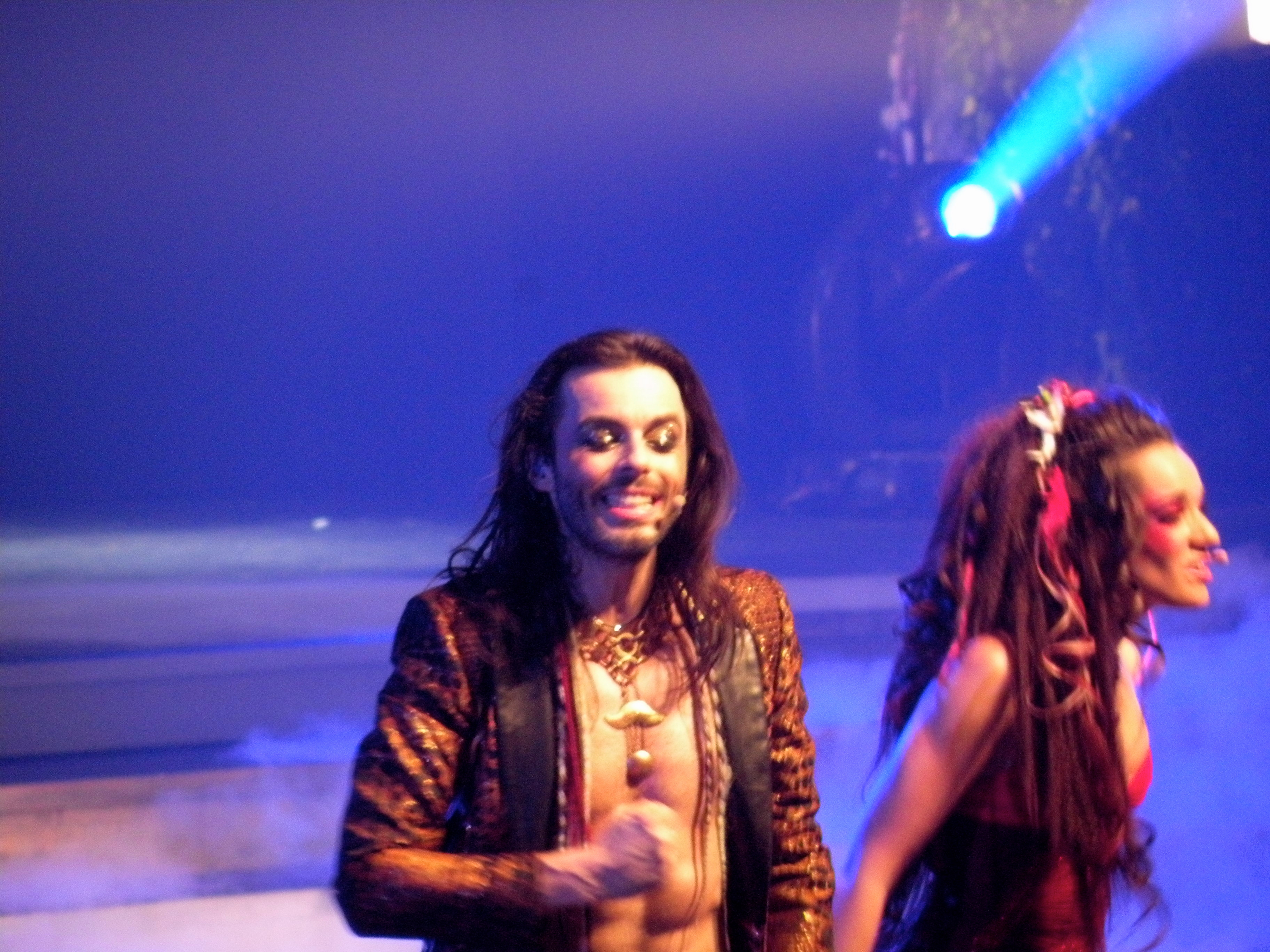
Nuno Resende et Noémie Garcia dans Adam et Ève (2012).

En 2010, il interprète le générique français de la saison 13 de la série Pokémon, intitulé Les Vainqueurs de la Ligue de Sinnoh.
En 2012, il joue le rôle de Snake dans Adam et Ève : La Seconde Chance, la comédie musicale de Pascal Obispo,. Il chante notamment les titres Ma Bataille, Et Dieu dans tout ça et Demain comme la veille. Il interprète en duo avec Thierry Amiel le deuxième single issu du spectacle, Ma bataille. Malgré un succès au palais des sports de Paris pendant deux mois, la tournée qui devait débuter en septembre 2012 est annulée, faute de moyens. Un dvd du spectacle est alors édité.
En octobre 2012, il rejoint la troupe du spectacle musical Erzsebeth de Stéphane et Brigitte Decoster, inspiré de la vie d'Élisabeth Báthory. Nuno incarne le rôle de Thurzo et chante trois titres en solo : Je t'envie, Entends-moi et Ma douleur. Un cd est édité en 2013.

### DeThe VoiceauxLatin Lovers(2013-2014)
Il se produit en janvier 2013 à l'Acte 3 à Braine-l'Alleud en Belgique pour un concert Génération+30 reprenant plusieurs titres des années 1980, entouré du groupe Dropzone.
Il travaille avec Lara Fabian sur un titre de l'album Le Secret qui sort le 15 avril,, cependant ce titre n'est pas retenu.
Il participe à la seconde saison de l'émission The Voice, la plus belle voix. Il intègre l'équipe de Florent Pagny et accède à la finale. Il termine troisième derrière Olympe et Yoann Fréget. Il fait partie des huit candidats qualifiés pour The Voice Tour qui se produit dans les zéniths de France, au Palais omnisports de Paris-Bercy et au Liban,. Le 18 mai 2013, la chanson Music qu’il interprète dans le cadre de l'émission atteint la 123e place du classement français.

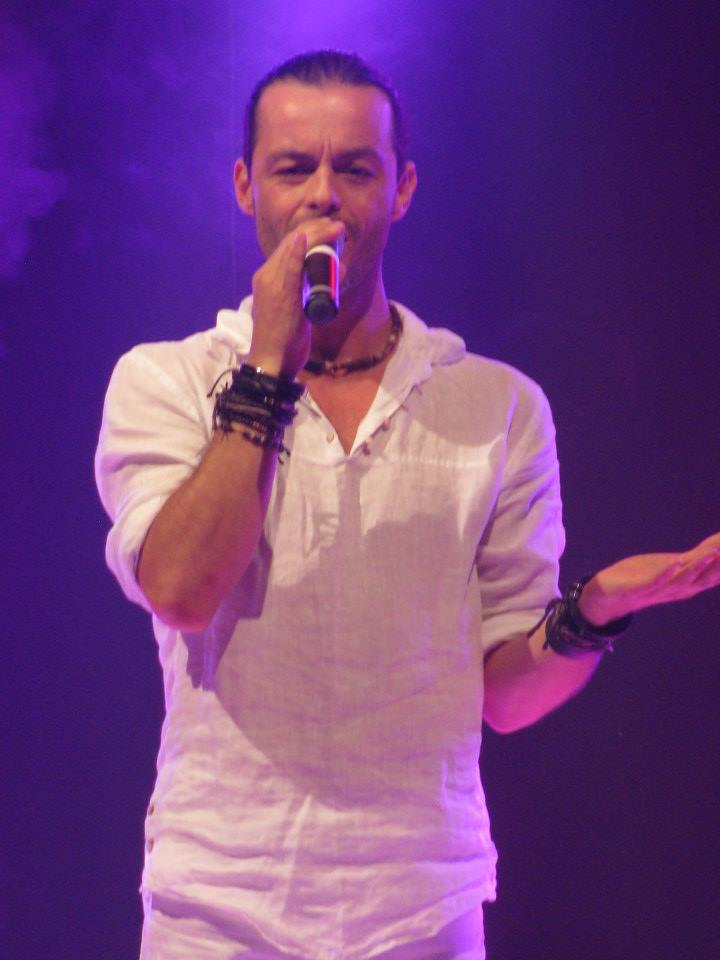
Nuno Resende à Equihen en août 2013.

Durant l'été, il est invité dans divers festivals et notamment au Festival off d'Avignon où il interprète des standards de la chanson française et internationale.
D'octobre à janvier 2014, il incarne Maître Grigri, alias Jiminy Cricket dans Pinocchio, le spectacle musical de Marie-Jo Zarb et Moria Némo aux côtés notamment de Pablo Villafranca et Sophie Delmas au théâtre de Paris. Un cd est édité. L'une des chansons qu'il interprète, Couper les liens est nommée aux Prix de la création musicale 2014.
En 2014, Nuno se produit pour la première fois en concert solo à Paris, à la Boule noire les 20 et 21 avril. Il intègre le groupe Latin Lovers aux côtés de Damien Sargue et Julio Iglesias Jr et sortent un album de reprises de musique latine en juin. Les singles Vous les femmes et La camisa negra se classent dans les charts en France.
En octobre, il rejoint la troupe de Salut les copains aux côtés notamment d'Anaïs Delva aux Folies Bergère et en tournée française.

### Sortie d'un EP (depuis 2015)
En septembre 2015, Nuno finance un projet d'EP de quatre titres inédits via la plateforme participative KissKissBankBank.
Il se retire du projet concernant le retour de la comédie musicale Les Dix Commandements pour la saison 2016-2017.
Il pose sa voix en 2020 sur la titre Breaking My Heart sur l'EP 90s Pop Music Reconquest, Pt. 1 de Goldiloque.
En 2023, il chante aux côtés de Candice Parise dans les folies Gruss estivales de Béziers. Il enflamme le public avec un show de cirque à ciel ouvert.

## Participations caritatives
Nuno Resende participe régulièrement à des concerts caritatifs. En 2012, il chante au Foot concert, créé par Michaël Jones et Joël Bats au profit de l'Association Huntington Avenir.
En 2013, il est également sur scène aux côtés de Yannick Noah lors d'un concert pour l'association Les Enfants de la Terre. Il participe au Freddie for a day organisé par le Mercury Phoenix Trust qui récolte des fonds pour les associations de lutte contre le Sida et le VIH. Il rejoint le collectif d'artistes Les grandes voix des comédies musicales chantent pour les enfants hospitalisés aux côtés notamment de Renaud Hantson, Mikelangelo Loconte et Lââm pour le single Un faux départ au profit de l'association Cœurs en scène dont il est le parrain,.
En 2014, il participe aux concerts donnés en faveur des Restos du cœur en Belgique notamment aux côtés de Maurane, Florent Mothe, Olympe, Yoann Fréget. Le 2 novembre 2015, il se produit dans le cadre du Voyage des Cœurs en scène à l'occasion des dix ans de l’association Cœurs en scène, lors d'un concert au Vingtième Théâtre aux côtés de Vanessa Cailhol, Manon Taris, Damien Sargue, Sophie Delmas, Laurent Bàn.

## Comédies musicales
- 1999 : La Belle et la Bête de Sylvain Meyniac - Belgique, France
- 2000-2002 : Roméo et Juliette, de la haine à l'amour de Gérard Presgurvic, mes Redha - Palais des congrès de Paris, tournée
- 2003 : Les Demoiselles de Rochefort de Michel Legrand et Alain Boublil, mes Redha - Zénith de Lille, Palais des congrès de Paris
- 2007-2009 : Aladin de Jeanne Deschaux et Jean-Philippe Daguerre - Palais des congrès de Paris, tournée
- 2008-2009 : Grease de Jim Jacobs, Warren Casey et Stéphane Laporte - Théâtre Comédia de Paris, Palais des congrès de Paris
- 2009 : Roméo et Juliette, de la haine à l'amour de Gérard Presgurvic, mes Redha - Tournée en Corée du Sud
- 2009-2011 : Mozart, l'opéra rock de Dove Attia et Albert Cohen, mes Olivier Dahan - Palais des sports de Paris, tournée, Palais omnisports de Paris-Bercy
- 2012 : Adam et Ève : La Seconde Chance de Pascal Obispo et Jean-Marie Duprez, mes Mark Fisher et Pascal Obispo - Palais des sports de Paris
- 2012 : Erzsebeth, le spectacle musical de Stéphane et Brigitte Decoster - Belgique
- 2013-2014 : Pinocchio, le spectacle musical de Marie-Jo Zarb et Moria Némo, mes Marie-Jo Zarb - Théâtre de Paris, tournée
- 2014 : Salut les copains de Pascal Forneri, mes Stéphane Jarny - Folies Bergère, tournée
- 2016 : Mozart, l'opéra rock de Dove Attia et Albert Cohen - Corée du Sud
- 2017 : Guillaume Tell, la nation en héritage de Stéphane Métro - Suisse, Folies Bergère[68]
- 2018 : Mozart, l'opéra rock de Dove Attia et Albert Cohen - Shanghai
- 2019 : Roméo et Juliette, de la haine à l'amour de Gérard Presgurvic, mes Redha - Asie

## Discographie

### Singles
- Avec le groupe La Teuf :
  - 1999 : Envie de faire la teuf
  - 1999 : À cause du sexe
  - 1999 : Te quiero, ti amo, I love you, je t'aime
  - 2000 : Soldat de l'amour
- Avec le groupe Apy :
  - 1999 : Le Banana split de Lio
  - 1999 : Serre-moi, griffe-moi de Claude François
  - 2000 : Fana de toi
- 2000 : Allez allez allez
- 2001 : The only one for me avec le groupe Club Code
- 2002 : Un seul mot d'amour avec Clémence Saint-Preux, Philippe d'Avilla et Pino Santoro
- 2002 : J'suis petit avec Philippe d'Avilla et Pino Santoro
- 2005 : Le Grand Soir représentant la Belgique au Concours Eurovision de la chanson
- 2007 : On se reconnaîtra avec Florence Coste
- 2008 : Khong Phai Em avec Đàm Vĩnh Hưng
- 2010 : Les Vainqueurs de la Ligue de Sinnoh
- Extraits de Adam et Ève : La Seconde Chance : 
  - 2011 : Ma bataille avec Thierry Amiel
  - 2012 : Aimez-vous avec Cylia
- Extraits de The Voice :
  - 2013 : Music
  - 2013 : En apesanteur
  - 2013 : Il suffira d'un signe
  - 2013 : The Great Pretender
- 2013 : Un faux départ avec le collectif Les grandes voix des comédies musicales
- Avec le groupe Latin Lovers :
  - 2014 : Vous les femmes de Julio Iglesias
  - 2014 : La camisa negra de Juanes[69]

### En solo
- 2016 : Something Goin'On, EP
- 2018 : Feel like I can fly, EP

### Participations
- 2014 : Hotel California en duo avec Chico and the Gypsies sur l'album Chico & The Gypsies & International Friends

## DVD

### Spectacles musicaux
- 2004 : Les Demoiselles de Rochefort
- 2010 : Mozart, l'opéra rock
- 2012 : Adam et Ève : La Seconde Chance

### En solo
- 2013 : Interlude musical
- 2014 : De vous... à moi

## Doublage
- 2013 : Dr House : saison 8,épisode 9, Oubli de soi : Andres Tavares interprété par Ivo Nandi[70]

## Distinctions

### Nominations
- 2008 : Marius de la meilleure interprétation masculine dans un rôle principal pour Aladin